# Américo Manuel Alves Aguiar

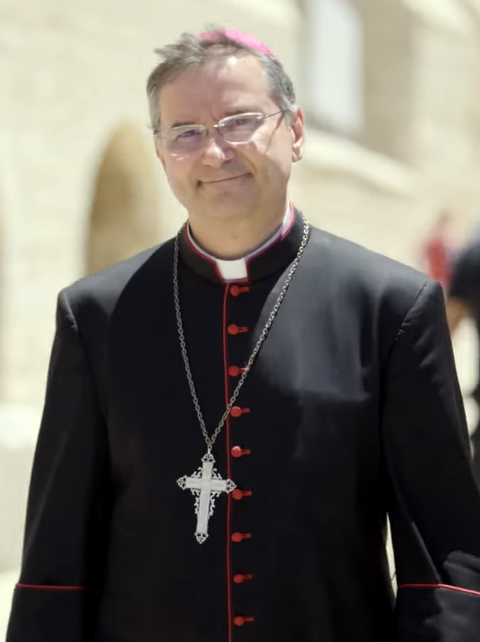
Américo Manuel Alves Aguiar (2023)

Kardinalswappen von Américo Manuel Alves Aguiar

Wappen von Américo Manuel Alves Aguiar als Weihbischof

Américo Manuel Kardinal Alves Aguiar, üblich: Américo Aguiar, (* 12. Dezember 1973 in Leça do Balio, Kreis Matosinhos, Portugal) ist ein portugiesischer Geistlicher und römisch-katholischer Bischof von Setúbal. Er war Präsident der Stiftung des Weltjugendtags 2023, der vom 1. bis 6. August 2023 in Lissabon stattgefunden hat.

## Leben
Américo Aguiar begann nach Abschluss seiner Hochschulausbildung in der Privatwirtschaft und vor allem im öffentlichen Verwaltungsdienst zu arbeiten. Er war als Jugendlicher in der Sozialistischen Partei von Narciso Miranda als Kommunalpolitiker engagiert. Er war vom 8. Januar 1994 an ein gewähltes Mitglied der Stadtverordnetenversammlung von Matosinhos, in der Wahlperiode 1993/1997 auch Bürgermeister von Matosinhos. Später wurde er mit der Goldmedaille des Stadtrats von Matosinhos geehrt.
1995, im Alter von 22 Jahren, trat er in das Priesterseminar von Ermesinde ein und studierte Philosophie und Theologie am Bischöflichen Priesterseminar von Porto und an der Katholischen Universität Portugal (UCP) in Porto. Américo Aguiar empfing am 8. Juli 2001 das Sakrament der Priesterweihe. Er wirkte zunächst als Gemeindepfarrer in São Pedro de Azevedo am Stadtrand von Porto und war Sekretär des Bischofs von Porto Armindo Lopes Coelho. Zwischen 2001 und 2004 war er Notar der Diözesankurie von Porto, zwischen 2002 und 2015 Leiter des Informations- und Kommunikationsbüros der Diözese Porto, Generalvikar (bis 2016) und Büroleiter der Bischöfe Armindo Lopes Coelho, Manuel Clemente und António Francisco Santos. Gleichzeitig erwarb er 2014 einen Master-Abschluss in Kommunikationswissenschaften an der Lissabonner Fakultät der Katholischen Universität von Portugal. Zudem war er leitender Seelsorger der Misericórdia do Porto. Zwischen 2014 und 2015 war er außerdem Pfarrer der Kathedrale und wurde 2017 zum Kanoniker des Domkapitels von Porto ernannt.
Seit 2011 ist er Vorsitzender des Vorstands der Bruderschaft der Kleriker (Irmandade dos Clérigos) und seit 2016 Vorsitzender des Verwaltungsrats der Grupo Renascença Multimédia. 2017 wurde er in der Portugiesischen Bischofskonferenz Direktor des Sekretariats für die soziale Kommunikation und Mitglied der Kommission für Kultur, kulturelles Erbe und soziale Kommunikation. Zudem beteiligt er sich an der Organisation des Weltjugendtags in Lissabon im Jahr 2023.
Am 1. März 2019 ernannte ihn Papst Franziskus zum Titularbischof von Dagnum und zum Weihbischof in Lissabon. Der Patriarch von Lissabon, Manuel José Kardinal Macário do Nascimento Clemente, weihte ihn am 31. März desselben Jahres in Porto zum Bischof. Mitkonsekratoren waren Manuel da Silva Rodrigues Linda, Bischof von Porto, und José Domingo Ulloa Mendieta, Erzbischof von Panama. Sein bischöfliches Motto ist “In manus tuas” (Lukas 23,46 , deutsch: „In deine Hände“).
Américo Aguiar ist Großoffizier des Ritterordens vom Heiligen Grab zu Jerusalem.
Im Konsistorium vom 30. September 2023 nahm ihn Papst Franziskus als Kardinalpriester mit der Titelkirche Sant’Antonio da Padova in Via Merulana in das Kardinalskollegium auf. Die Besitzergreifung seiner Titelkirche fand am 3. Dezember desselben Jahres statt.
Am 4. Oktober 2023 berief ihn Papst Franziskus zum Mitglied des Dikasteriums für die Kommunikation. Nach dem Tod von Papst Franziskus nahm Kardinal Aguiar am Konklave 2025 teil.
Wenige Tage vor der Kreierung zum Kardinal hatte ihn Papst Franziskus am 21. September 2023 zum Bischof von Setúbal ernannt. Die Amtseinführung fand am 26. Oktober desselben Jahres statt.